# Jogihosahalli, Arkalgud
Jogihosahalli là một làng thuộc tehsil Arkalgud, huyện Hassan, bang Karnataka, Ấn Độ.